# Kraftwerk Huntly
Das Kraftwerk Huntly war mit Stand 2014 das größte Kraftwerk in Neuseeland und liegt in der Stadt Huntly in der Region Waikato auf der Nordinsel. Es wird von der Genesis Energy Limited betrieben und deckte ca. 20 % des gesamten Strombedarfs in Neuseeland. Das Kraftwerk weist eine installierte Leistung von in Summe knapp über 1,2 GW auf und besteht aus 6 unterschiedlichen Kraftwerksblöcken:
- Block 1 bis 4: Die vier ältesten Blöcke stellen eine einheitliche Bauform dar und weisen jeweils eine installierte Leistung von 250 MW auf. Block 3 wurde seit dem Jahr 2012 nur noch in Reserve gehalten und ist mittlerweile permanent vom Netz genommen. Jeder der 2014 verbliebenen drei aktiven Blöcke kann wahlweise mit Kohle oder Erdgas befeuert werden. Block 2 wurde zwischenzeitlich eingemottet, aber 2021 wegen Wasser- und Gasmangels wieder ausgemottet.[3]
- Block 5 stellt eine Gas-und-Dampf-Kombieinheit (GuD) mit einer installierten Leistung von 403 MW dar, kann nur mit Erdgas betrieben werden und wurde im Jahr 2007 in Betrieb genommen.
- Block 6 ist die mit 50 MW kleinste Einheit bestehend aus einer schnell zu startenden Gasturbine und dient zur Abdeckung von Spitzenlast. Die im Jahr 2004 errichtete Einheit kann wahlweise mit Erdöl oder Erdgas betrieben werden.

Rund 50 % der Kohle für die Blöcke 1 bis 4 wird aus Indonesien importiert, der Rest aus unterschiedlichen Kohleförderstätten in Neuseeland gewonnen. Das Erdgas stammt unter anderem aus dem Maui Erdgasfeld, dem größten bekannten Erdgasvorkommen in der Tasmansee westlich von Neuseeland. Das Kraftwerk Huntly nutzt den benachbarten Waikato River zur Kühlung, weiters ist der Kraftwerkskomplex einer der größten Kohlenstoffdioxidemittenten in Neuseeland.